# Джон Белл (фермер)
Джон Белл (англ. John William Bell Sr; 1750, Еджком — 20 грудня 1820, Робертсон) — американський фермер, причиною смерті якого офіційно визнані надприродні явища. Він є головним персонажем історії «Привид в будинку сім'ї Белл», що відноситься до  фольклору Південної Америки. В 1817 році, Белл заразився загадковою хворобою, що загострилася протягом найближчих трьох років, і в результаті призвела до його смерті. За сюжетом, привид отримував задоволення, завдаючи мук та катуючи чоловіка  поки нарешті не отруїв його одного грудневого ранку, коли чоловік лежав без свідомості стомлений від перенесених жорстоких судом.

## Раннє життя
Народився в окрузі Еджком, Північна Кароліна. Белл був учнем бондаря в підлітковому віці і пізніше продовжив кар'єру в сільському господарстві. Він одружився з Люсі Вільямс в 1782 році й оселився на фермі, яку придбав перед одруженням. Сім'я Беллів процвітала протягом наступних восьми років і була однією з найуспішніших серед місцевих фермерських господарств. Взимку 1804—1805 рр., Белл і його сім'я вирушили в подорож горами Північної Кароліни і сходом штату Теннессі, яка в результаті привела їх до місцевості під назвою «безплідні рівнини», що знаходиться в північно-західній частині сучасного Робертсон Каунті, штат Теннессі.

## Привид сім'ї Белл
Белл став успішним фермером і здобув популярність на новому місці. За словами глави сім'ї, наприкінці 1816 року, Джон і його дочка Бетсі Белл почали страждати від гобліноподібної істоти, яка пізніше стала відома як привид сім'ї Белл або привид Кейт Баттс (за ім'ям Кейт Баттс, сусідки сім'ї Белл). Привид сім'ї Белл з'явився Джону одного разу, коли він об'їжджав свої поля. Він прийняв форму тварини, але втік, перш Джон міг вистрелити. Істота потім почала нападати на членів родини і навіть гостей, і почала переслідувати громаду. Привид став відомим далеко за межами поселення, і навіть Ендрю Джексон відвідав сім'ю Белл в 1819 році, щоб побачити привида на власні очі.
Подальші страждання Белла швидше за все стали результатом неврологічних розладів. Дуже мало було відомо про такі порушення на початку XIX століття, і небагато можливостей для лікування були доступні на той час. Хоча шотландський анатом сер Чарльз Белл виявив неврологічні розлади, що давали симптоми майже ідентичні з тими, що були характерними для Джона Белла на початку його хвороби.
Джон Белл помер 20 грудня 1820 року. Після його смерті, повідомлень про напади привида на сім'ю не фіксували. Белл і його дружина Люсі поховані на Белвудському кладовищі. Привид сім'ї Белл, як переповідають, порушував відспівування померлого, співаючи сороміцькі застільні пісні.